# Plou
Pour les articles homonymes, voir Plou (homonymie).
Plou est une commune française située dans le département du Cher en région Centre-Val de Loire.

## Géographie

### Situation géographique
La commune de Plou se situe à l’extrême est de la Champagne du bas Berry, sur un plateau délimité à l’est par la rivière Cher et à l’ouest par la rivière Arnon. Sa limite sud est à proximité du tronçon de la route nationale 151 qui relie Saint-Florent-sur-Cher à Chârost. Sa limite nord est proche de la route départementale D 23 qui joint Bourges à Reuilly.
Le territoire communal est traversé par le sentier de grande randonnée de pays de la Champagne berrichonne.

### Formation
Le territoire occupé par la commune de Plou a émergé des eaux une première fois au crétacé supérieur, il y a environ 95 millions d’années. Cette émersion a duré environ 30 millions d’années, puis de nouveau l’océan l’a recouvert. Il faut attendre le début du tertiaire, il y a environ 45 millions d’années, pour que de nouveau il émerge pour ne plus être englouti.

### Géologie
Le sol de la commune de Plou est du jurassique moyen, s’y ajoutent des argiles sidérolitiques (minerai de fer) et des limons des plateaux composés d’alluvions granitiques et de calcaires lacustres).

### Généralités climatiques
Les vents dominants qui soufflent sur la commune de Plou viennent majoritairement de l’ouest de l’océan Atlantique. Les vallées du Cher et de l’Arnon, et la forêt qui couvre près de 1650 hectares du territoire communal, sont propices à l’évaporation.
Ce phénomène d’évaporation favorise les pluies qui tombent, en moyenne annuelle sur 100 ans, 1 jour sur 3.
La température est modérée, sans gros écarts entre celles d’hiver et celles d’été. 
L’hiver commence en principe fin novembre.
L’été ne s’écoule jamais sans orage. C’est au mois d’août qu’ils sont les plus importants et les pluies qui en découlent favorisent les récoltes fruitières d’automne. L’automne est doux et long et généralement pluvieux.

### Topographie actuelle
La commune de Plou, qui s’étend sur 3317 hectares, a la particularité de ne pas être implantée comme un village traditionnel français, où les maisons se sont construites autour de l’église et de la mairie. 
La commune de Plou n’a pas de bourg ou de centre de village, son habitat se répartit dans 8 hameaux, 10 habitations isolées et deux châteaux.
Les 8 hameaux se nomment respectivement : Brouillamnon où se trouve la mairie, les Moreaux, le Grosbois, le Bouchet, les Brissards, le Souchet, les Cocuas, Plou où se trouve l’église Saint-Pierre.
Les 10 habitations isolées se nomment : la Bruyère, le Chagnat, la Gitonnerie, les Alouettes, le Four Sandrin, Travail Coquin, la Sautellerie, la Maison du Garde, Le Carroir du Gué, le Donjon.
Les deux châteaux sont ceux de Castelnau actuellement habité et de Font-Moreau partiellement ruiné.

### Climat
Pour des articles plus généraux, voir Climat du Centre-Val de Loire et Climat du Cher.
En 2010, le climat de la commune est de type climat océanique dégradé des plaines du Centre et du Nord, selon une étude du CNRS s'appuyant sur une série de données couvrant la période 1971-2000. En 2020, Météo-France publie une typologie des climats de la France métropolitaine dans laquelle la commune est exposée à un climat océanique altéré et est dans la région climatique  Centre et contreforts nord du Massif Central, caractérisée par un air sec en été et un bon ensoleillement. 
Pour la période 1971-2000, la température annuelle moyenne est de 11,1 °C, avec une amplitude thermique annuelle de 15,3 °C. Le cumul annuel moyen de précipitations est de 734 mm, avec 11,5 jours de précipitations en janvier et 7,2 jours en juillet. Pour la période 1991-2020, la température moyenne annuelle observée sur la station météorologique la plus proche, située sur la commune de Quincy à 13 km à vol d'oiseau, est de 12,1 °C et le cumul annuel moyen de précipitations est de 735,0 mm,. Pour l'avenir, les paramètres climatiques de la commune estimés pour 2050 selon différents scénarios d'émission de gaz à effet de serre sont consultables sur un site dédié publié par Météo-France en novembre 2022.

## Urbanisme

### Typologie
Au 1er janvier 2024, Plou est catégorisée commune rurale à habitat dispersé, selon la nouvelle grille communale de densité à 7 niveaux définie par l'Insee en 2022.
Elle est située hors unité urbaine. Par ailleurs la commune fait partie de l'aire d'attraction de Bourges, dont elle est une commune de la couronne,. Cette aire, qui regroupe 111 communes, est catégorisée dans les aires de 50 000 à moins de 200 000 habitants,.

### Occupation des sols
L'occupation des sols de la commune, telle qu'elle ressort de la base de données européenne d’occupation biophysique des sols Corine Land Cover (CLC), est marquée par l'importance des territoires agricoles (56,4 % en 2018), une proportion sensiblement équivalente à celle de 1990 (56,6 %). La répartition détaillée en 2018 est la suivante : 
terres arables (54,7 %), forêts (41,7 %), milieux à végétation arbustive et/ou herbacée (1,8 %), zones agricoles hétérogènes (1,7 %).
L'évolution de l’occupation des sols de la commune et de ses infrastructures peut être observée sur les différentes représentations cartographiques du territoire : la carte de Cassini (XVIIIe siècle), la carte d'état-major (1820-1866) et les cartes ou photos aériennes de l'IGN pour la période actuelle (1950 à aujourd'hui).

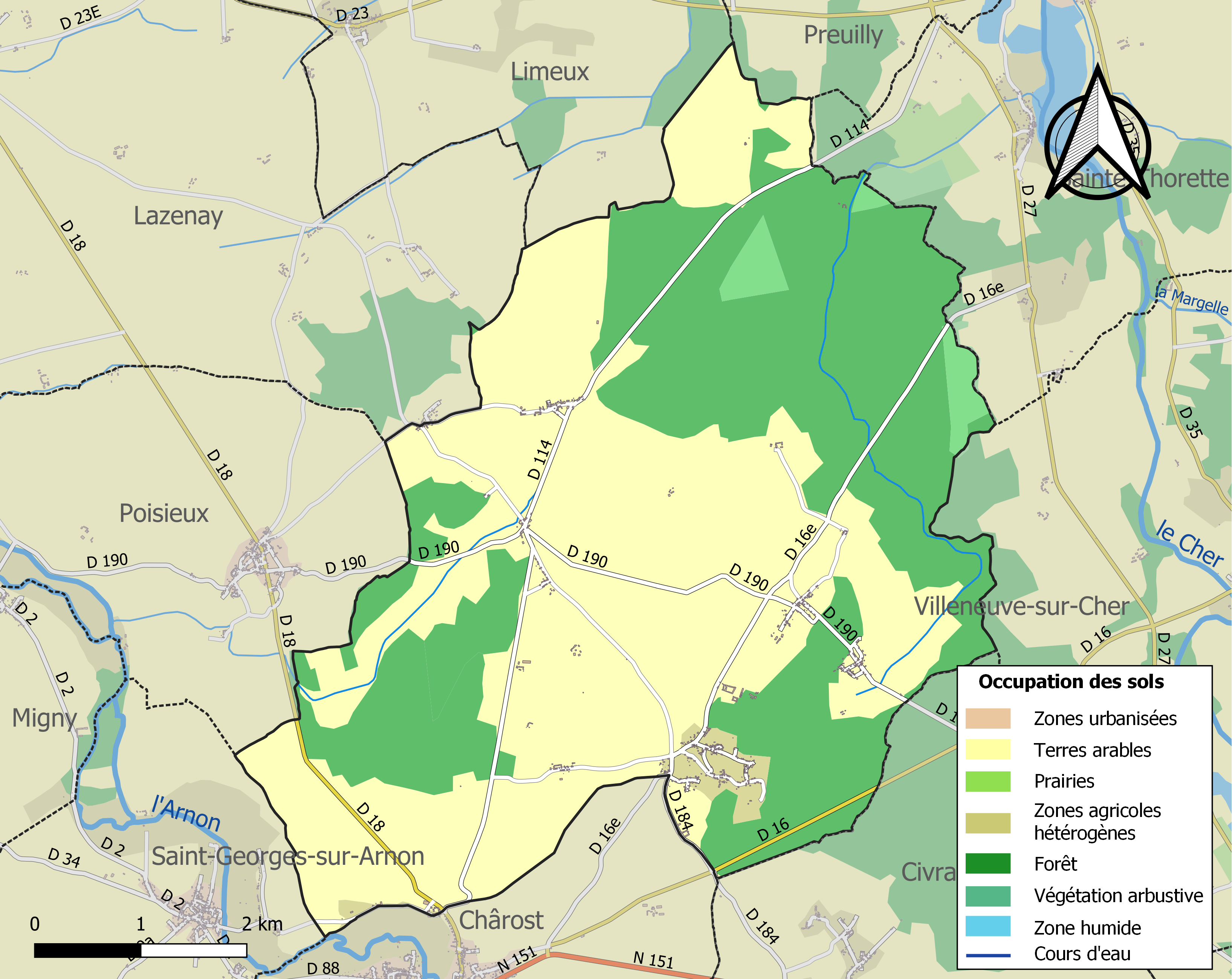
Carte des infrastructures et de l'occupation des sols de la commune en 2018 (CLC).

### Risques majeurs
Le territoire de la commune de Plou est vulnérable à différents aléas naturels : météorologiques (tempête, orage, neige, grand froid, canicule ou sécheresse), mouvements de terrains et séisme (sismicité faible). Un site publié par le BRGM permet d'évaluer simplement et rapidement les risques d'un bien localisé soit par son adresse soit par le numéro de sa parcelle.

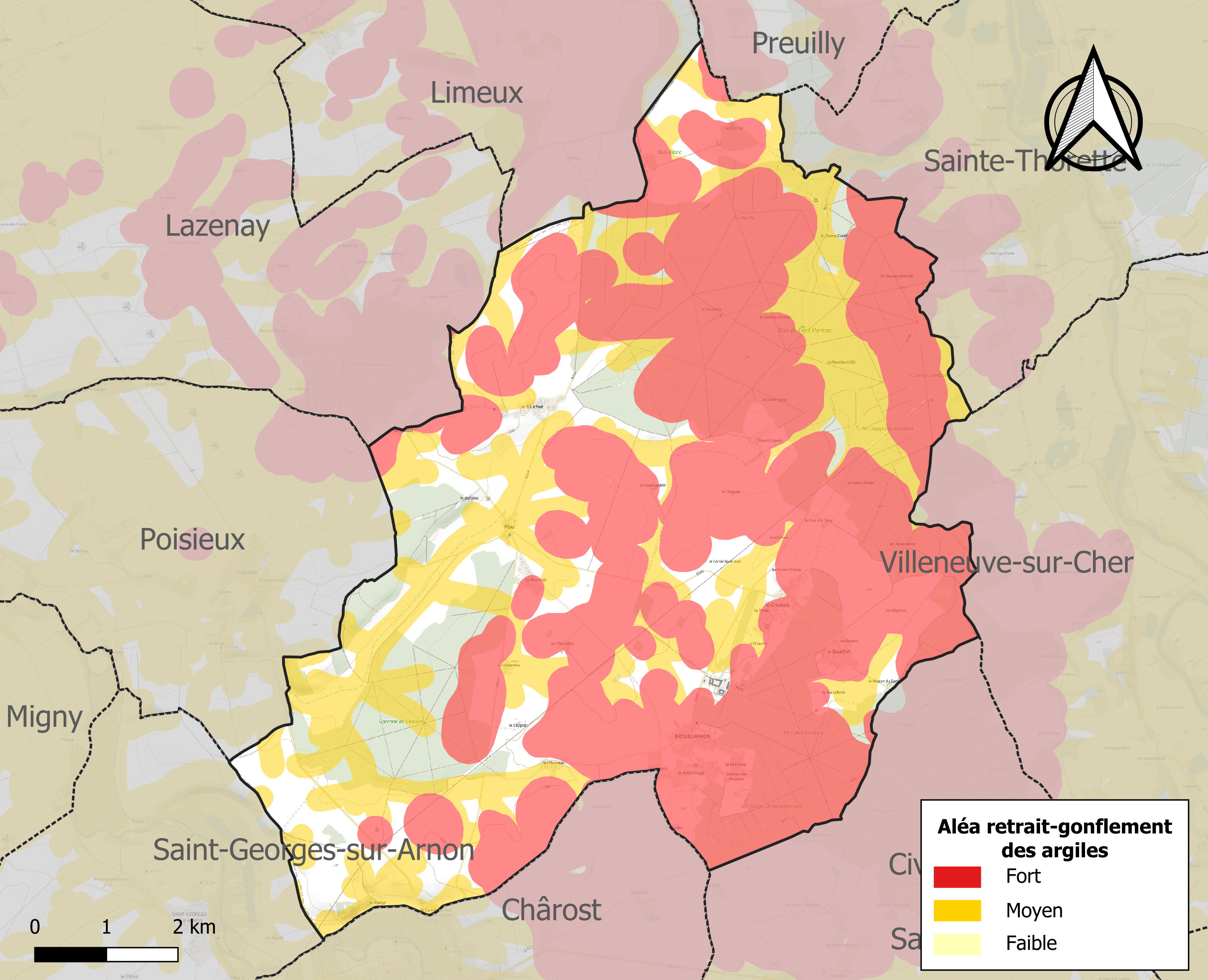
Carte des zones d'aléa retrait-gonflement des sols argileux de Plou.

La commune est vulnérable au risque de mouvements de terrains constitué principalement du retrait-gonflement des sols argileux. Cet aléa est susceptible d'engendrer des dommages importants aux bâtiments en cas d’alternance de périodes de sécheresse et de pluie. 83,6 % de la superficie communale est en aléa moyen ou fort (90 % au niveau départemental et 48,5 % au niveau national). Sur les 290 bâtiments dénombrés sur la commune en 2019, 242 sont en aléa moyen ou fort, soit 83 %, à comparer aux 83 % au niveau départemental et 54 % au niveau national. Une cartographie de l'exposition du territoire national au retrait gonflement des sols argileux est disponible sur le site du BRGM,.
Concernant les mouvements de terrains, la commune a été reconnue en état de catastrophe naturelle au titre des dommages causés par la sécheresse en 1989, 1991, 2002 et 2019 et par des mouvements de terrain en 1999.

## Toponymie
Plou est attesté sous la forme Plauda en 1163, puis Ploe en 1177, Ploye XIIIe siècle et Ploa 1327,.
Albert Dauzat, Charles Rostaing et Ernest Nègre y voient conjecturalement le latin plauta (terra) « terrain plat », ou plus certainement, pour les premiers, le latin plova « charrue » au sens possible de « terre labourée ». Par ailleurs, selon Ernest Nègre, l'ancien français plou avait le sens de « soc de charrue ».
Le terme plova « charrue », cité par Albert Dauzat, serait un terme de latin médiéval, mais Du Cange n'atteste que ploum / plovum en ce sens. Il conviendrait donc de poser un *PLOVA, non attesté, et la signification de « terre labourée » est un postulat ad hoc de cet auteur. Le latin plovum (comprendre plōvum) / ploum semble un emprunt au germanique, à savoir *plōgaz « soc, charrue » cf. anglais plough « charrue »; allemand Pflug « soc, charrue »; scots plou « charrue »; francique luxembourgeois plou « charrue ».
Par contre, l'interprétation par le latin plauta (terra), également proposée par ce dernier, mais aussi par E. Nègre, semble la plus solide. Elle est conforme aux formes anciennes, mais aussi concevable phonétiquement et sémantiquement. Latin plauta > gallo-roman *PLOTA > *Ploda > Ploye / Ploa avec lénition à l'intervocalique, d'où Ploe. Il signifierait « (terre) plate, large », c'est-à-dire un endroit plat, le site du bourg de Plou représente, par contraste avec les élévations boisées qui l'entourent.
Remarque : cette évolution phonétique est comparable à celle du latin cauda « queue » devenu CODA, d'où cüe, cöe, coue « queue » en ancien français et son dérivé en -ard : couard.
La mention de 1177, Ploe, est identique au moyen breton ploe « paroisse » que l'on retrouve dans la toponymie bretonne sous diverses formes : Plou-, Ploe-, Ples-, Plé-, etc., ce qui pourrait laisser penser que celle de 1163, Plauda, est une mauvaise latinisation en terre non celtique. Or, pour justifier la forme Plou, il est nécessaire de postuler l'importation  d'une forme bretonne, réinterprétée graphiquement de diverses manières par la suite, c'est-à-dire, de réfuter les autres mentions anciennes, ce qui est indémontrable. Il ne peut pas s'agir non plus d'un emprunt au vieux breton ploiv-, ploev-, car il n'aurait pas pu aboutir à Plou dans le dialecte roman parlé en Berry. Aucune des attestations anciennes ne va d'ailleurs dans ce sens (cf. ci-dessus).

## Histoire

### Occupation primitive
Il y avait probablement un habitat gaulois  à l’endroit qui s’appelle aujourd’hui « les Masures » à côté de l’actuel cimetière communal. Cette implantation avait, soit la forme d’un village ouvert (vicus), soit celle d’une grande ferme aristocratique gauloise (aedificia).
Il y avait là, sur cette légère hauteur ou à proximité : la terre, l’eau, le bois, et le minerai de fer nécessaires à une implantation gauloise.

### Plou et le Berry à la fin de l'Antiquité
En 469, l’empereur Anthémius demande au roi breton Riothamus, que Léon Fleuriot assimile à Ambrosius Aurelianus, de se mettre à la tête de ses 12 000 guerriers bretons afin d’arrêter le roi Euric et son armée de Wisigoths maîtres de l’Aquitaine, qui revendiquaient le Berry, la Touraine, le Limousin, l’Auvergne et le Velay.
Les deux armées se rencontrèrent au vicus Dolensis c'est-à-dire Déols près de Châteauroux qui n’existe pas encore à cette époque. Après deux jours de bataille, les troupes bretonnes furent défaites par les Wisigoths. Riothamus se réfugie chez les Burgondes, fédérés de l'Empire. Une lettre de Sidoine Apollinaire nous fait savoir que ses forces sont encore puissantes, mais elles n'ont plus combattu par la suite.
Selon Grégoire de Tours, dans une de ses descriptions pour le moins confuse et chronologiquement inexacte[réf. nécessaire], les Bretons auraient été chassés du Biturienci par les Goths qui en auraient tué un grand nombre. Selon Léon Fleuriot : Il est certain qu'outre Ambrosius, il y eut d'autres « rois » bretons au Ve siècle, mais l'on ne peut faire confiance aux listes données par Geoffroy de Monmouth et d'autres textes des Xe et XIe siècles. Comment distinguer les rois historiques des rois légendaires ? Ces rois bretons n'avaient d'ailleurs sur le continent comme territoire exclusif (qu'ils défendaient à titre de foederati) que les cités des Osismes et des Vénètes, mais leur autorité s'exerçait aussi sur des groupes dispersés de Bretons entre Somme et Loire...
Mise à part la lettre de l'évêque Sidoine Apollinaire et les manuscrits de la Bibliothèque Nationale, il ne semble pas y avoir d'autres sources écrites sur la présence de groupes de Bretons dans le Berry, tout comme il ne semble y avoir aucune autre preuve de type archéologique, hagiographique ou linguistique.

### Organisation originelle de l'habitat
Plou en Berry est un territoire sans bourg ou sans centre de village, son habitat se répartit dans 8 hameaux, 10 habitations isolées seules les terres autour de l’église sont nommées Plou.  
De son apparition, qui peut être envisagée après 469, à la Révolution de 1789, Plou, et ses formes anciennes, n’ont été utilisées que pour nommer la paroisse. La seigneurie de ce même territoire, qui fut créée vers l’an mil, fut nommée Breuilhamenon et les petits groupements des habitats primitifs prirent respectivement des noms qui leur sont propres. En plus, sur le territoire de la paroisse, se trouvent parsemés 10 lieux d’habitats isolés qui se nomment, pour bon nombre d’entre eux, du nom de ceux qui les ont mis en exploitation[réf. nécessaire].

### La création de la seigneurie de Breuilhamenon
C'est entre 986 et l’an 1000, sous les règnes de Lothaire et de Hugues Capet, que « le fief de Breuilhamenon » fut créé par le seigneur Amenon[réf. incomplète], deuxième seigneur de la première maison des princes d’Issoudun. Ce fief, englobant la paroisse de Plou, fut établi sur une zone boisée, en empiétant sa surface sur la seigneurie de Chârost déjà existante et qui était elle aussi sous la suzeraineté d’Amenon d’Issoudun. Il prit le nom de « Breuil » (bois) « hamenon » (du seigneur Amenon) « Breuilhamenon »[réf. incomplète],.
Lors de la délimitation de ce fief, sa limite nord sépara le village primitif de la paroisse de Plou, établi aux « Masures », de son lieu de culte chrétien, mettant ce dernier sur la seigneurie de Chârost. Vers l’an mil, fut élevé le château vassalique de Breuilhamenon sur une motte à l’endroit où se trouve actuellement le château de Castelnau. Primitivement en bois, ce château fut reconstruit en pierre vers 1100, lui donnant ainsi son identité de château-fort médiéval.
Une charte latine datant de 1185 apprend qu’une partie de la seigneurie de Breuilhamenon était donnée en usufruit, moyennant l’essartage des terres ainsi allouées, à l’abbaye Saint-Sulpice de Bourges.
De 1356 à 1360 (traité de Brétigny), lors de la guerre de Cent Ans, la seigneurie de Breuilhamenon fut placée sous domination anglaise.

### Temps modernes
C’est en 1541 que Guillaume Bochetel, seigneur de Sassy et de la forêt de Thaumier, secrétaire du roi François Ier, devient seigneur de Breuilhamenon. 
Gardant l’implantation d’origine, Il transforme alors le château médiéval en château de style Renaissance berrichonne (il subsiste des formes venues du gothique flamboyant, qui commencent à se mêler à des influences de la Renaissance italienne) faisant de cette demeure seigneuriale un véritable condensé de l’évolution architecturale de cette époque,,,.
C’est en 1647 que Jacques II de Castelnau-Bochetel, seigneur de Joinville, hérite de son père de la seigneurie de Breuilhamenon. 
Grand militaire, ce seigneur se distingue en 1636 lors de la guerre franco-espagnole que mène Louis XIII. D’abord maréchal de camp en 1645 puis lieutenant général en 1650, ses faits d’armes glorieux amenèrent le roi à prononcer l’érection de la seigneurie de Breuilhamenon en marquisat de Castelnau,,,.
Cette période de l’histoire de Plou est surtout marquée par la dynastie des de Bussy, qui comprend :
- les Patissier de Bussy-Castelnau ;
- les de Bussy-de Folleville.

Cette lignée de seigneurs gouverne le marquisat de Castelnau qui s’étend bien au-delà de la paroisse de Plou qu’il englobe totalement. C’est à cette époque que les terres de Plou  connaissent la charrue qui remplace l’antique araire, qu'on y commence à parler de prairies artificielles et de la sélection des bêtes à laines pour stabiliser l’espèce en une race parfaitement adaptée au terroir berrichon.
La communauté de Plou traverse une grave crise démographique au début du XVIIIe siècle, puisqu’elle passe de 105 feux en 1709 à 87 en 1726. L’hiver de 1709-1710 notamment cause de nombreuses pertes, ainsi que la grande canicule de 1719 (qui tua beaucoup par dysenterie).
Les premières pommes de terre sont plantées sur les terres de Plou le 9 avril 1771 et contribuent à établir une certaine suffisance alimentaire pour la paysannerie qui vit sur le marquisat. Tous ces progrès sont issus du château de Castelnau et de l'ouverture d'esprit de son seigneur Charles Joseph Patissier de Bussy-Castelnau. De 1760 à 1780, ce seigneur aménage les alentours boisés du château en parc forestier, c'est probablement à lui que l'on doit la construction de l'obélisque des bois près de Brouillamnon. Il fait tracer les allées d’un jardin d’agrément orné de statues qui réunit harmonieusement les cultures potagères, florales et fruitières, et donne au domaine la topographie qu’il garde encore de nos jours,.  Charles Joseph de Bussy meurt le 7 janvier 1785 aux Indes françaises à Pondichéry où il est gouverneur. Sa nièce et héritière Charlotte Catherine Sophie de Bussy épouse de Folleville sauve le domaine de Castelnau de la saisie révolutionnaire en divorçant de son époux le marquis de Folleville, député à l'Assemblée constituante.

### La Révolution de 1789 et la première République
La Révolution a ses conséquences à Plou comme dans le reste de la France. C’est d’abord la Grande peur, née comme ailleurs de la rumeur disant « que les aristocrates ont soldé et envoyé des brigands pour affamer le peuple », qui se répand fin juillet 1789. Cela déclenche des échauffourées à Issoudun et à Bourges Les paysans qui se sont alors armés, font flotter un souffle de liberté dans les esprits, que les contraintes des réalités quotidiennes se chargent d’apaiser assez rapidement.
Les faits les plus marquants pour les habitants de la paroisse de Plou à cette époque, sont les créations des communes et des départements. Le découpage de la France en départements est effectif pour le Berry, le 2 février 1790. Il situe la commune de Plou dans le département du Cher, alors qu’elle dépendait auparavant du bailliage et de l’élection d’Issoudun qui lui, est majoritairement situé dans le département de l’Indre..
Le 21 septembre 1792, l'abolition de la royauté est proclamée. La Première République permet la création de la commune de Plou qui devient une réalité administrative en 1793. Le premier maire de Plou est Sébastien Pinoteau : il a bien du mal à imposer son autorité républicaine face à celle de l’ex-marquise devenue la citoyenne Charlotte Catherine Sophie de Bussy qui possède presque l’ensemble des terres de la commune.

## Politique et administration
| Période   | Période   | Identité             | Étiquette | Qualité                                                               |
| --------- | --------- | -------------------- | --------- | --------------------------------------------------------------------- |
| 1944      | 1946      | Albert Siret         |           |                                                                       |
| 1945      | 1946      | Félix Gery           |           |                                                                       |
| mars 1946 | mars 1977 | Berthe Soubiran      |           |                                                                       |
| mars 1977 | mars 1983 | Robert Bonneau       |           |                                                                       |
| mars 1983 | mars 1995 | Robert Ségui         |           |                                                                       |
| mars 1995 | mars 2000 | Jean Claude Begassat |           |                                                                       |
| mars 2000 | mars 2001 | Catherine Toussaint  |           |                                                                       |
| mars 2001 | En cours  | Fabrice Chabance,    |           | Cadre de la fonction publique, Président de la Communauté de communes |

Sources : Archives Départementales du Cher. Mairie de Plou.

## Démographie
L'évolution du nombre d'habitants est connue à travers les recensements de la population effectués dans la commune depuis 1793. Pour les communes de moins de 10 000 habitants, une enquête de recensement portant sur toute la population est réalisée tous les cinq ans, les populations de référence des années intermédiaires étant quant à elles estimées par interpolation ou extrapolation. Pour la commune, le premier recensement exhaustif entrant dans le cadre du nouveau dispositif a été réalisé en 2007.

En 2022, la commune comptait 533 habitants, en évolution de +0,95 % par rapport à 2016 (Cher : −2,48 %, France hors Mayotte : +2,11 %).
| 1793 | 1800 | 1806 | 1821 | 1831 | 1836 | 1841 | 1846 | 1851 |
| ---- | ---- | ---- | ---- | ---- | ---- | ---- | ---- | ---- |
| 700  | 779  | 895  | 776  | 880  | 947  | 923  | 970  | 972  |

| 1856 | 1861 | 1866  | 1872 | 1876 | 1881 | 1886 | 1891 | 1896 |
| ---- | ---- | ----- | ---- | ---- | ---- | ---- | ---- | ---- |
| 970  | 994  | 1 044 | 989  | 974  | 925  | 860  | 802  | 756  |

| 1901 | 1906 | 1911 | 1921 | 1926 | 1931 | 1936 | 1946 | 1954 |
| ---- | ---- | ---- | ---- | ---- | ---- | ---- | ---- | ---- |
| 742  | 759  | 732  | 667  | 619  | 592  | 590  | 582  | 560  |

| 1962 | 1968 | 1975 | 1982 | 1990 | 1999 | 2006 | 2007 | 2012 |
| ---- | ---- | ---- | ---- | ---- | ---- | ---- | ---- | ---- |
| 478  | 421  | 469  | 410  | 436  | 436  | 455  | 458  | 520  |

| 2017 | 2022 | - | - | - | - | - | - | - |
| ---- | ---- | - | - | - | - | - | - | - |
| 529  | 533  | - | - | - | - | - | - | - |

## Culture locale et patrimoine

### Lieux et monuments
- La seigneurie de Breuilhamenon des terres de Plou fut créée par le seigneur Amenon d'Issoudun vers 984. Cette seigneurie fut érigée en marquisat de Castelnau des terres de Plou en 1652 au profit de Jacques II de Castelnau-Bochetel, lieutenant général des armées du roi Louis XIV et qui deviendra maréchal de France le 26 juin 1658 six heures avant sa mort.
- Château de Castelnau[59] à Brouillamnon : à son origine, qui date d'autour de l'an mil, c'était probablement un château construit en bois sur une motte féodale constituée elle-même des terres provenant du creusement des fossés. Ce château de bois fut remplacé par un château de pierre vers 1100. C'est en 1541 que Guillaume de Bochetel, secrétaire du roi François Ier, transforme l'édifice médiéval en château de style renaissance berrichonne (entre le gothique flamboyant et la renaissance française d'inspiration italienne). Il faut attendre 1779 pour que Charles Joseph de Bussy lui donne son aspect actuel. propriété privée.

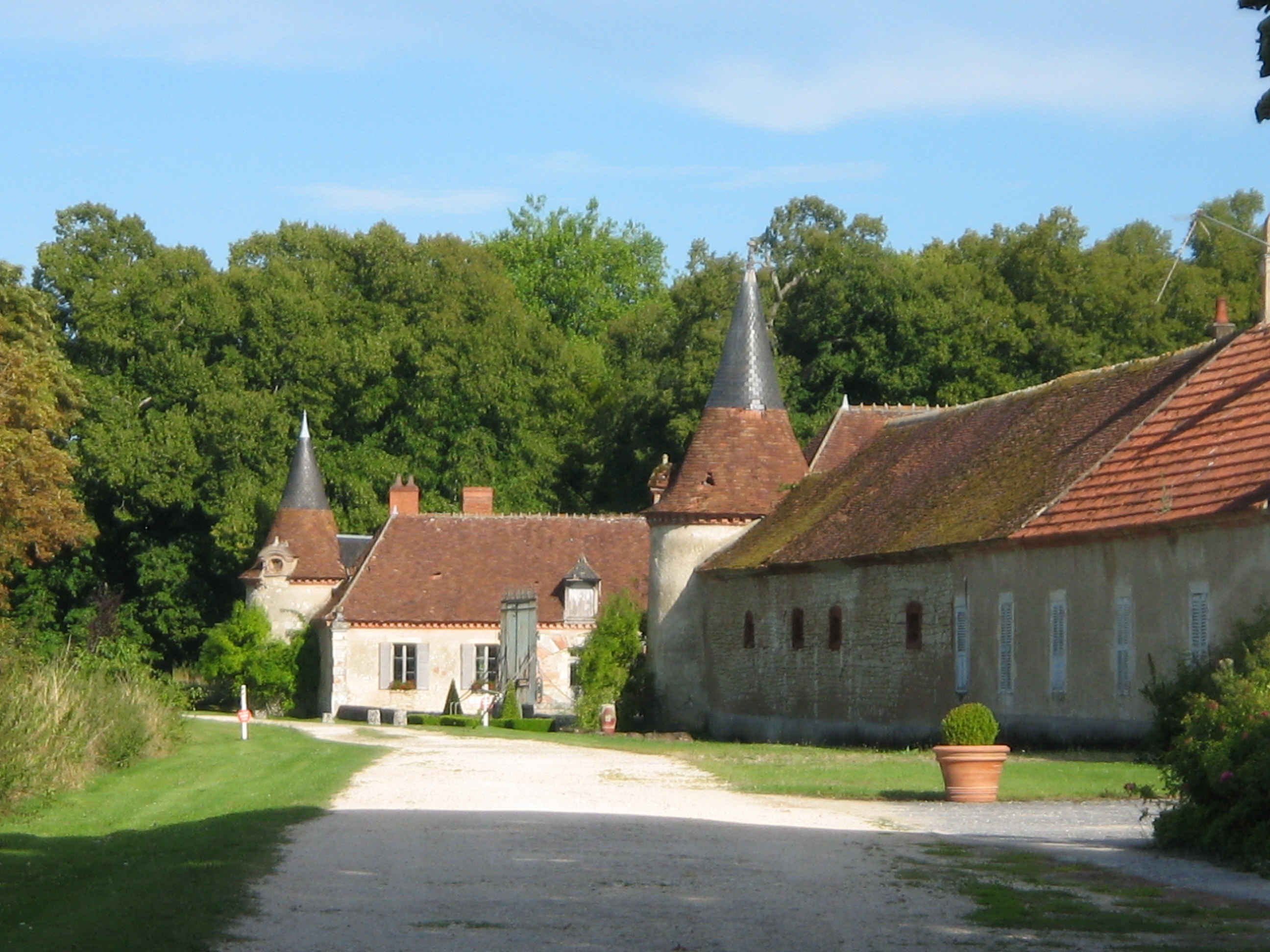
Château de Castelnau, côté gauche, Brouillamnon, commune de Plou.
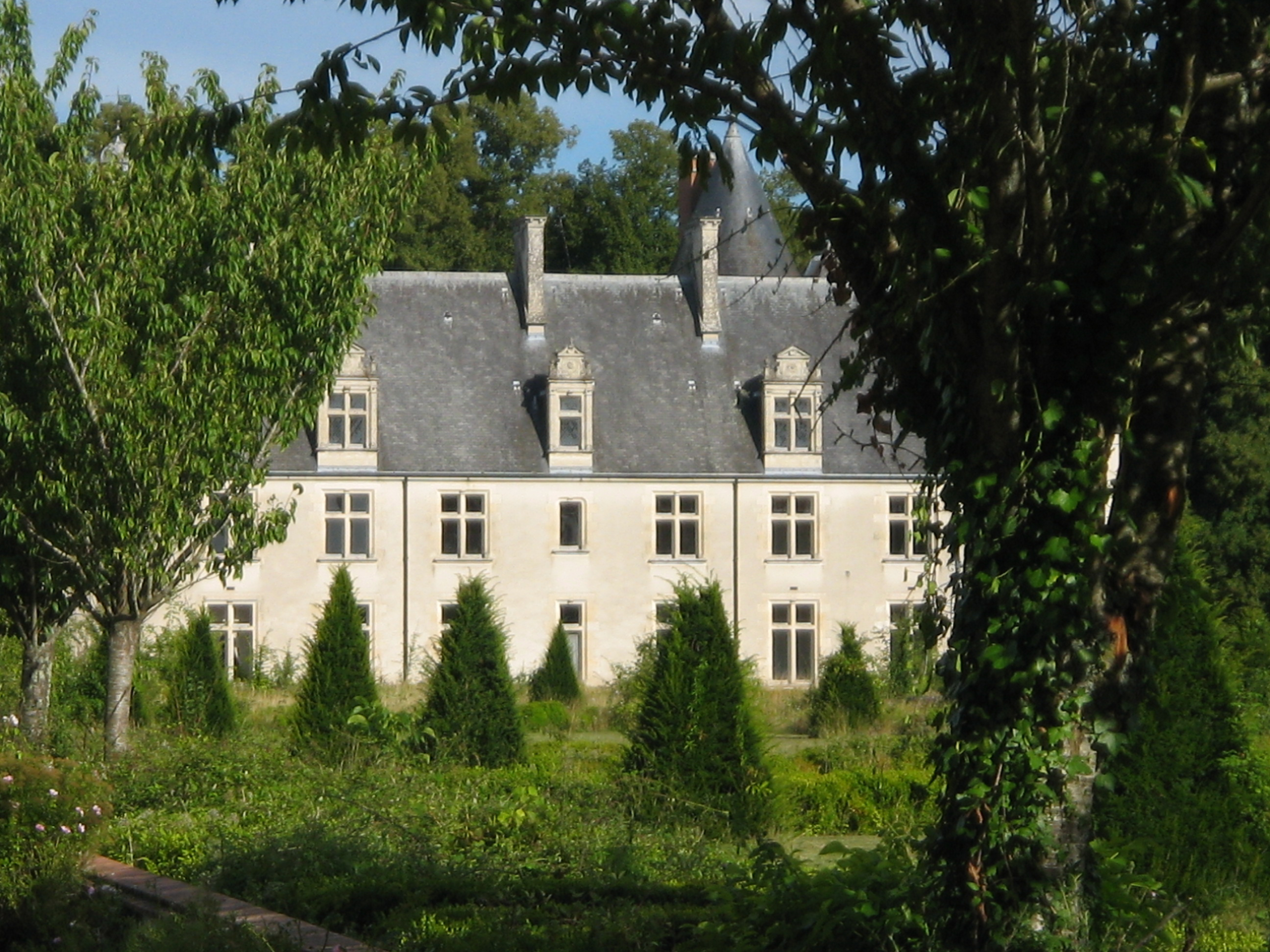
Château de Castelnau, côté droit, Brouillamnon, commune de Plou.

- L'église originelle vouée à saint Pierre est du XIe siècle. Une partie fut reconstruite après l'occupation anglaise pendant la guerre de Cent Ans. Les voûtes intérieures en bois datent du XVIe siècle.

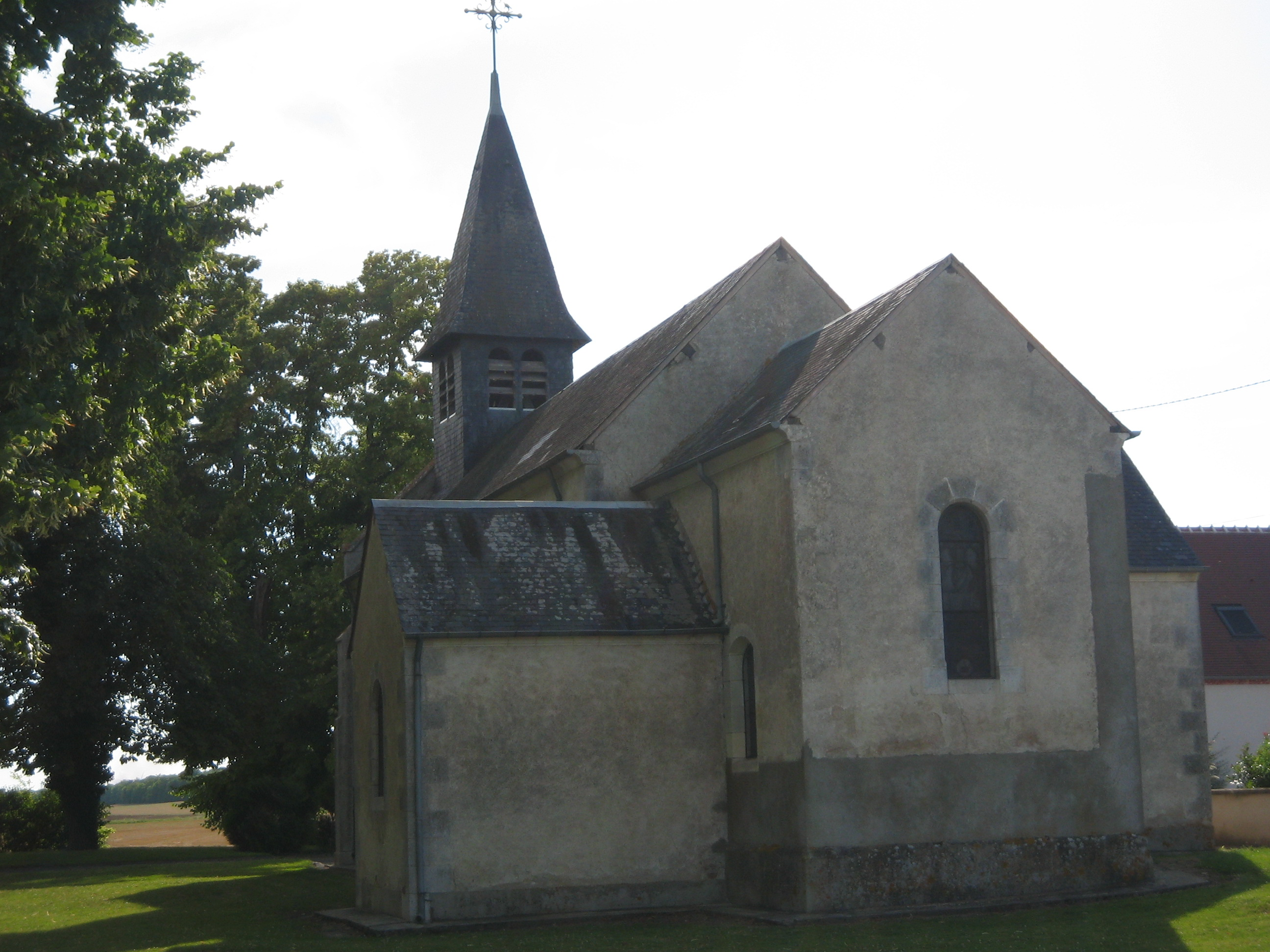
Chevet.
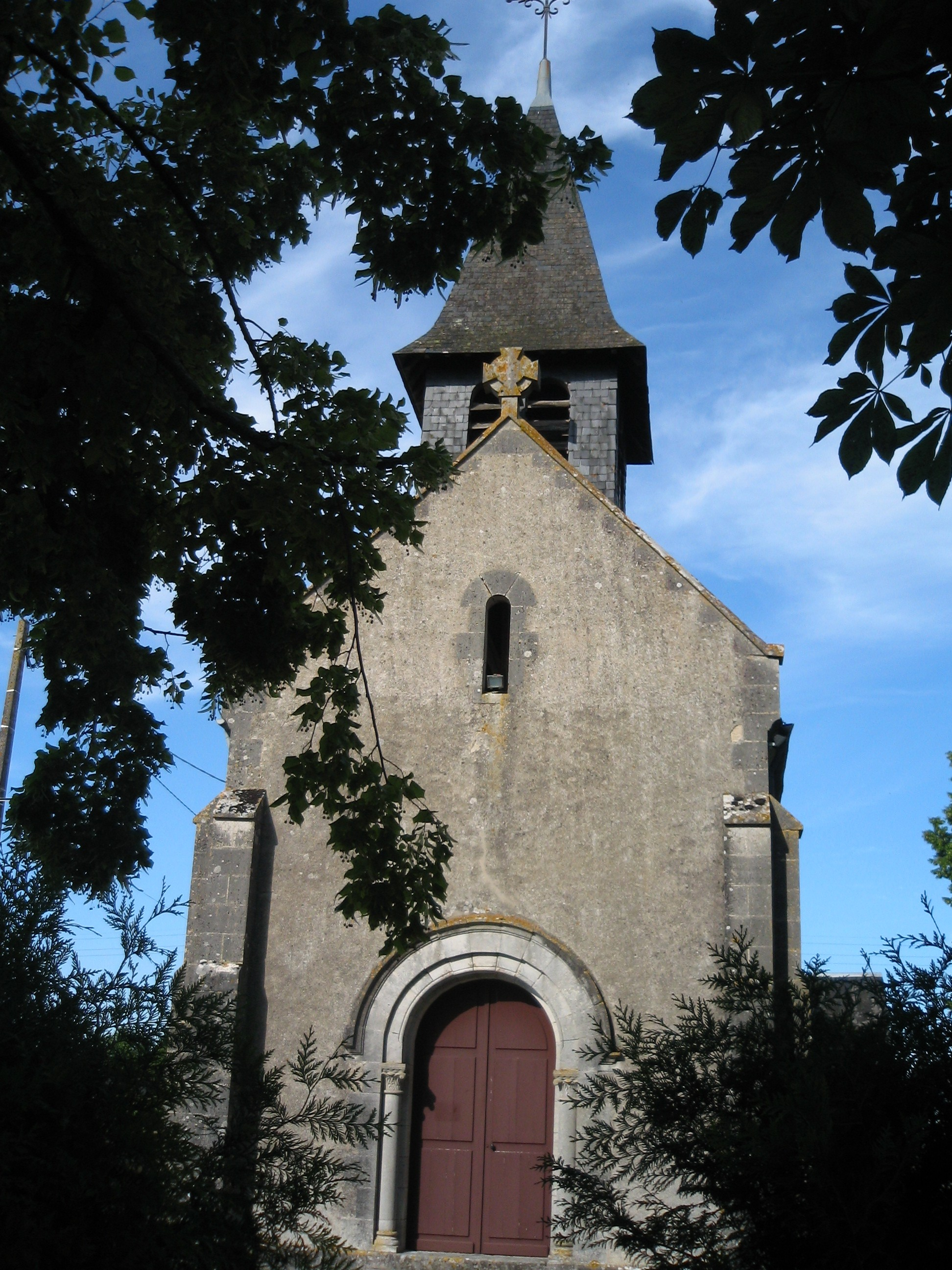
Façade, église Saint-Pierre, fin XIe siècle et XVIe siècle, Plou.

- Château du XIVe siècle, en ruine à Font-Moreau : ce château médiéval dépendait à l'origine de la seigneurie de Chârost. Il fut probablement l'apanage traditionnel des puînés de la maison des seigneurs de Chârost.
- Obélisque de pierres taillées de 12 mètres de hauteur à base carrée, élevé au centre d'une clairière des bois de Brouillamnon d'où partent 8 allées forestières. Ce monument fait sans doute partie des aménagements forestiers faits par Charles Joseph Patissier de Bussy-Castelnau entre 1756 et 1780.Obélisque à la croisée des chemins forestiers.

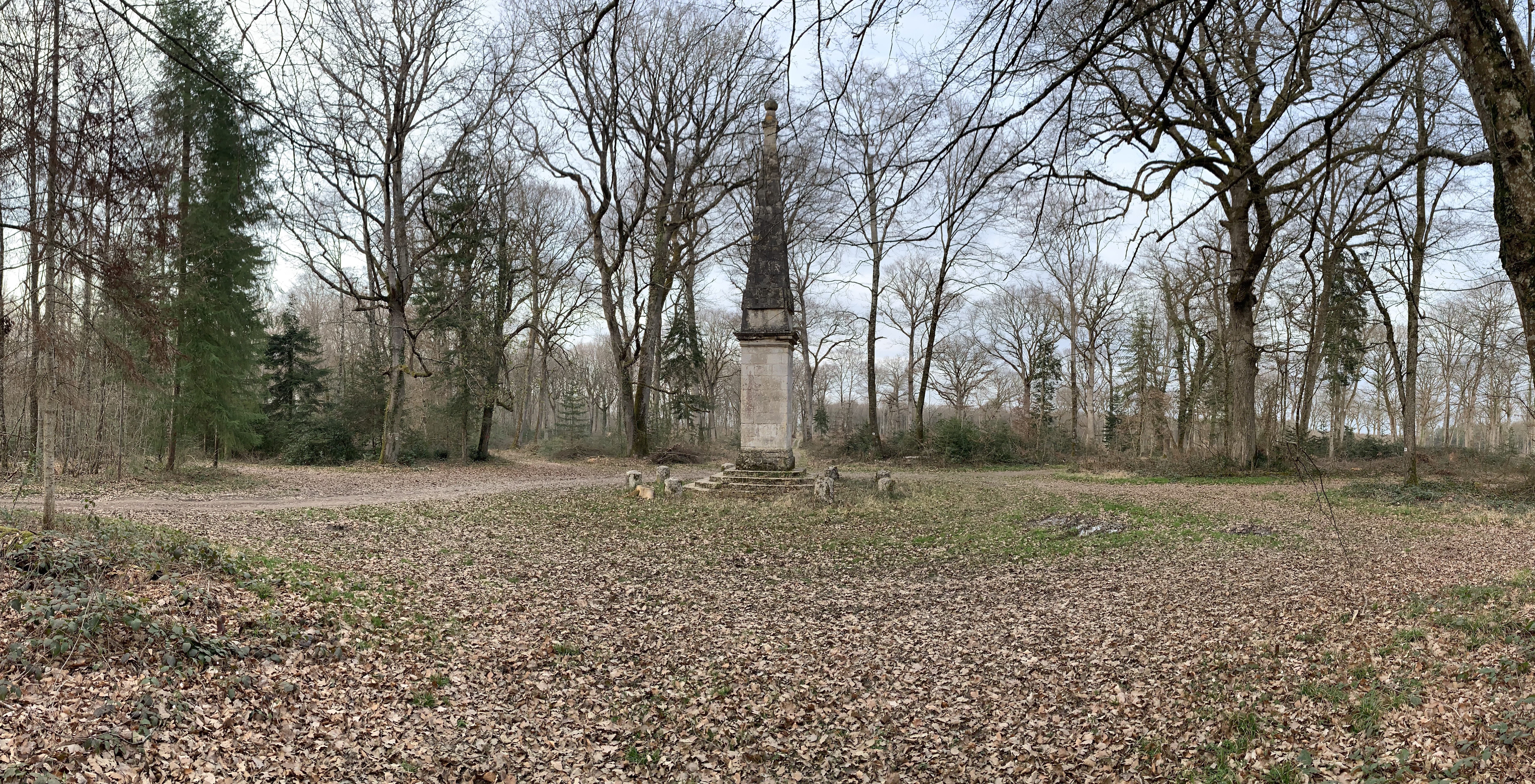
Obélisque à la croisée des chemins forestiers.

### Personnalités liées à la commune
- Amenon : deuxième seigneur de la première maison des princes d'Issoudun. Fondateur de la seigneurie de Breuilhamenon des terres de Plou entre 984 et l'an 1000.
- Guillaume Bochetel, seigneur de Sassy et de la forêt de Thaumier : Guillaume Bochetel est greffier des aides et de gabelle en élection du Berry, clerc de notaire à la chambre du roi François Ier, secrétaire du roi attaché aux finances royale, greffier de l'ordre de saint Michel. Il est l'un des négociateurs du Traité d'Ardres.  Il est « seigneur de Breuilhamenon des terres de Plou », de 1541 à 1558.
- Jacques Bochetel, seigneur de Sassy et de la forêt de Thaumier : fils de Guillaume de Bochetel, il est trésorier du dauphin, secrétaire de la chambre du roi, greffier de l'ordre de Saint-Michel, maire de Bourges en 1552, ambassadeur extraordinaire du roi François Ier en Suisse puis en Flandre, gentilhomme de la chambre du roi Charles IX de France, chevalier de l'ordre sous le roi Henri III de France et conseiller d'État sous le roi Henri IV. Il est seigneur de Breuilhamenon des terres de Plou, de 1558 à 1575. Il donne cette seigneurie en dot à sa fille Marie qui épouse Michel de Castelnau Mauvissière, sous condition de joindre le nom de Bochetel à celui de Castelnau.
- Marie Bochetel et Michel de Castelnau-Mauvissière : Michel de Castelnau Mauvissière est seigneur de Joinville, de Concressault et de l'abbaye de Saint-Pierre de Melun. I est ambassadeur du roi Henri III auprès de la reine Élisabeth d'Angleterre et de la reine Marie Stuart d'Écosse. Avec son épouse Marie Bochetel, ils sont seigneurs de Breuilhamenon des terres de Plou de 1575 à 1592.
- Jacques II de Castelnau - Bochetel : fils de Jacques Ier de Castelnau - Bochetel, Jacques de Castelnau est maréchal de camp du roi Louis XIV, puis maréchal de France de Louis XIV. Il est « seigneur de Breuilhamenon des terres de Plou », de 1647 à 1652, puis « marquis du marquisat de Castelnau des terres de Plou », de 1652 à 1658.
- Charles Joseph Pâtissier de Bussy : Charles Joseph Patissier de Bussy-Castelnau est responsable des opérations militaires des Indes françaises, brigadier des armées et Naébad des Sarkars, maréchal de camp du roi Louis XV de France, gouverneur général des Indes françaises. Il est « marquis de Castelnau des terres de Plou », de 1755 à 1785.
- Hilaire Etienne Octave Rouillé de Boissy : Hilaire Étienne Octave Rouillé de Boissy est l'époux d'Amélie Musnier de Folleville. Il est pair de France, sénateur et conseiller général du Cher. Il fonde les Forges de Rosières. Il est marquis de Castelnau des terres de Plou de 1836 à 1848.
- Thérèse Françoise Olympe Caspera Gamba : Thérèse Françoise Olympe Caspera Gamba comtesse de Monté Léone, est aussi connue sous le nom de Teresa Guiccioli. Elle est la deuxième épouse d'Hilaire Étienne Octave Rouillé de Boissy, Elle est célèbre de par sa liaison amoureuse et tapageuse avec Lord Byron. Elle est « marquise de Castelnau des terres de Plou » de 1857 à 1866[60].

Référence commune pour toutes les personnalités liées à la commune, nommées ci-dessus.
- Théophile Marion du Mersan ou Théophile Marion Dumersan est né à Plou le 4 janvier 1780, au château de Castelnau ou séjournent ses parents très amis avec la famille de Bussy. Il y sera ondoyé le 6 janvier. Cet homme est auteur dramatique, poète, romancier. Il écrit seul près de cinquante pièces de théâtre. Il est aussi conservateur adjoint au cabinet des médailles et antiques de la Bibliothèque royale. Il meurt à Paris le 13 avril 1849[62].
- Louis Béchereau est né à Plou le 25 juillet 1880 - mort à Paris en 1970. Cet homme est ingénieur des arts et métiers. Inventeur, il travaille pour Clément Ader sur un prototype d'automobile, puis pour Armand Deperdussin constructeur d'aéroplanes où il devient directeur du bureau d'études. C'est avec Louis Blériot qu'il développe le fameux aéroplane SPAD XIII. C'est son ami Georges Guynemer qui lui remet la légion d'honneur en 1917[63].